# Blaste cockerelli
Blaste cockerelli är en insektsart som först beskrevs av Banks 1904.  Blaste cockerelli ingår i släktet Blaste och familjen storstövsländor. Inga underarter finns listade i Catalogue of Life.